# ロックメン
ロックメンは、北海道札幌市を中心に活動する舞台役者が、2004年に結成した演劇ユニットのことである。
メンバーの岩尾亮の名字から、岩尾→岩男→ロックメンと変化したものである。

## メンバー
- 佐藤重幸（さとう しげゆき）（現・戸次重幸（とつぎ しげゆき）） - ロックメン代表。1973年11月7日生まれ。O型。札幌市手稲区出身。TEAM-NACS所属。
- 川井"J"竜輔（かわい ジェイ りょうすけ） - 1972年6月1日生まれ。O型。札幌市出身。劇団イナダ組所属。
- 岩尾亮（いわお りょう） - 1973年8月6日生まれ。A型。渡島支庁管内松前町出身。北海道大学卒。ff男盛りレコーズ所属。
- 江田由紀浩（えだ ゆきひろ） - 1973年11月18日生まれ。A型。宗谷支庁管内中頓別町出身。劇団イナダ組所属。
- 高橋逸人（たかはし はやと）（現・明逸人（みょう はやと）） - 1976年2月26日生まれ。B型。札幌市出身。劇団RUSH!!主宰。SKグループに掛持ち所属。
- 城谷歩（しろたに わたる） - 1980年2月16日生まれ。B型。小樽市出身。劇団深想達嘘（うたたね）主宰。

## 公演記録
- 旗揚げ公演「アルプス」 - 2004年7月16日 - 7月19日、於：北方圏学術情報センター ポルト・ポルトホール

## その他
J・江田・高橋は以下の公演にも出演している。
- TEAM-NACS約束公演「WAR-戦い続けた兵たちの誇り」（客演）[1]
- モリプロ（森崎博之主宰）旗揚げ公演「改FEVER〜眺め続けた展望の行方〜」（2003年5月）